# سندارية
السِّنْدَارية جنس فطور مجهرية من فصيلة الصبغيات. النوع المعروف منه هو سندارية الحمضيات.